# Castelo de Santo Ângelo
Castelo de Santo Ângelo (em italiano:  Castel Sant' Angelo) é um castelo localizado na margem direita do rio Tibre, diante da Ponte de Santo Ângelo, próximo do Vaticano, no rione Borgo de Roma, Itália. Construído sobre as ruínas do antigo Mausoléu de Adriano, é atualmente um museu.

## História

### Antiguidade

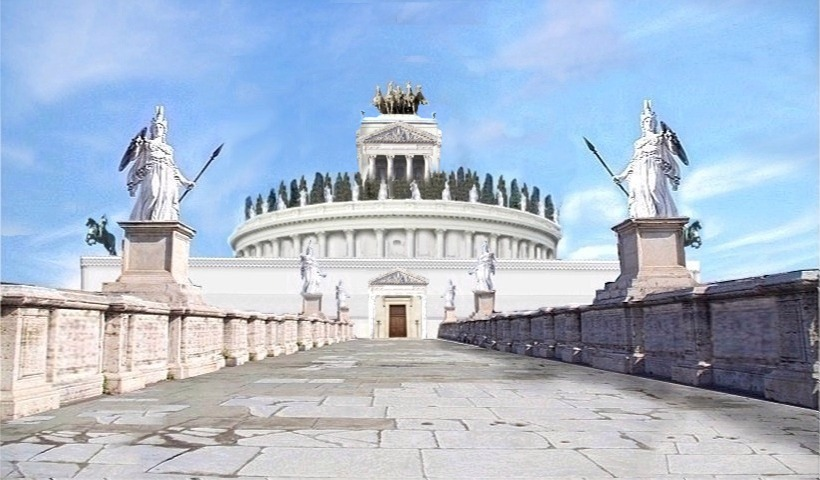
O Mausoléu de Adriano na era romana

Sua primitiva estrutura foi iniciada no ano 135 pelo imperador Adriano como um mausoléu pessoal e familiar (Tumbas de Adriano), concluído por Antonino Pio em 139. O monumento, em travertino, era adornado por uma quadriga em bronze, conduzida por Adriano.
Em pouco tempo, entretanto, a sua função foi alterada, sendo utilizado como edifício militar. Nessa qualidade, passou a integrar a Muralha Aureliana em 403.

### Idade Média
A sua actual designação remonta a 590, durante uma grande epidemia de peste que assolou Roma. Na ocasião, o Papa Gregório I afirmou ter visto o Arcanjo São Miguel sobre o topo do castelo, que embainhava a sua espada, indicando o fim da epidemia. Para celebrar essa aparição, uma estátua de um anjo coroa o edifício: inicialmente um mármore de Raffaello da Montelupo, e desde 1753, um bronze de Pierre van Verschaffelt sobre um esboço de Gian Lorenzo Bernini.
Durante a época medieval esta foi a mais importante das fortalezas pertencentes aos Papas. Serviu também como prisão na época dos movimentos de unificação da Itália ocorridos no século XIX.

## Características
De planta circular, o seu desenho renascentista influenciou a traça do Forte do Bugio em Portugal, e a do Forte de São Marcelo, no Brasil.
A Ponte de Santo Ângelo, sobre o rio Tibre, é ornada por doze estátuas de anjos esculpidas por Gian Lorenzo Bernini. De seu terraço superior, tem-se uma magnífica vista do rio Tibre, dos prédios da cidade e até mesmo do domo superior da Basílica de São Pedro.